# Puning
Puning (普宁市S, PǔníngP) è una città-contea della Cina, situata nella provincia del Guangdong e amministrata dalla prefettura di Jieyang.